# Strange Days (album The Struts)
Strange Days è il terzo album in studio del gruppo musicale britannico The Struts, pubblicato il 16 ottobre 2020.

## Tracce
1. Strange Days (feat. Robbie Williams) – 4:53
2. All Dressed Up (With Nowhere to Go) – 3:52
3. Do You Love Me – 3:22
4. I Hate How Much I Want You – 3:23
5. Wild Child (feat. Tom Morello) – 3:42
6. Cool – 6:22
7. Burn It Down – 4:47
8. Another Hit of Showmanship – 3:41
9. Can't Sleep – 3:14
10. Am I Talking to the Champagne (Or Talking to You) – 5:47

## Formazione
- Luke Spiller – voce
- Adam Slack – chitarra elettrica
- Jed Elliot – basso
- Gethin Davies – batteria